# Lávkování
Dobývání v lávkách, tzv. lávkování je jednou z metod dobývání surovin v rámci těžby. Materiál je snímán v tzv. lávkách např. při těžbě kolesovým rypadlem, kdy se kolo rypadla pohybuje pouze horizontálně po celém pracovním prostoru. V jedné lávce se pak snímá množství materiálu, které odpovídá výsuvu kolesa a sklonu svahu. Je-li sejmuta první lávka, spustí se koleso na úroveň druhé lávky a snímá stejným způsobem, jako první lávka.